# Everybody Needs a Best Friend
"Everybody Needs a Best Friend" é uma canção gravada para o filme Ted, composta por Walter Murphy e produzida por Seth MacFarlane. Apresentada por Norah Jones durante a abertura dos créditos do filme, a canção foi utilizada como a canção principal da obra. Como reconhecimento, foi nomeada ao Oscar 2013 na categoria de Melhor Canção Original.